# Three Little Birds
〈Three Little Birds〉는 밥 말리 & 더 웨일러스의 노래다. 1977년 음반 《Exodus》에 수록되었으며, 1980년 싱글로 발매되었다. 이 곡은 17위를 차지하면서 영국에서 20위권 안에 진입했다. 이것은 밥 말리의 가장 인기 있는 노래 중 하나이다. 그 노래는 수많은 다른 아티스트들에 의해 다뤄졌다. 이 곡은 후렴구에서 이 구절들이 두드러지고 반복적으로 사용되었기 때문에 종종 〈Don't Worry About a Thing〉 또는 〈Every Little Thing is Gonna Be Alright〉로 이름 지어진다.

## 작곡 및 영감
말리가 〈Three Little Birds〉의 가사에 영감을 준 근원은 여전히 논란의 여지가 있다. 그들은 부분적으로 말리가 그의 집 옆에 날아서 앉곤 했던 것을 좋아했던 새들로부터 영감을 받았다. 말리의 오랜 친구였던 토니 길버트는 이 곡을 쓸 때 참석해 "밥은 주변의 많은 것들에 영감을 받았고, 삶을 관찰했습니다. 나는 세 마리의 작은 새들을 기억합니다. 그들은 호프 로드의 창턱에 들르는 예쁜 새들, 카나리아들이었어요." 하지만 말리와 함께 공연을 했던 레게 그룹 아이 쓰리의 여성 가수 3명은 그들을 지칭하는 것이라고 주장한다. 아이 쓰리의 멤버 마르시아 그리피스는 "노래가 쓰여진 후, 밥은 항상 우리를 세 마리의 작은 새들(Three Little Birds)라고 불렀습니다. 공연이 끝나면 앙코르 공연이 열리곤 했는데, 가끔 사람들은 우리가 네 번이나 무대에 올라가기를 원하기도 했어요. 밥은 여전히 돌아가기를 원했을 것이고, 그는 이렇게 말하곤 했습니다. '나의 작은 새 세 마리가 뭐라고 하는가?'"

## 인증
| 국가                               | 인증     | 판매량/출하량 |
| ---------------------------------- | -------- | ------------- |
| 덴마크 (IFPI Danmark)              | 골드     | 45,000        |
| 이탈리아 (FIMI) sales since 2009   | 플래티넘 | 70,000        |
| 판매량+스트리밍을 기반으로 한 인증 |          |               |